# Parepilysta luzonica
Parepilysta luzonica là một loài bọ cánh cứng trong họ Cerambycidae.